# John Haberle

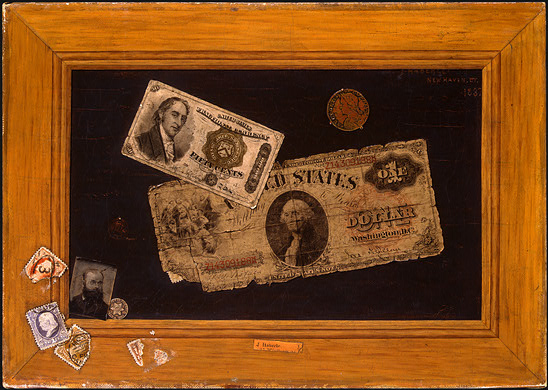
Imitation, 1887

John Haberle (* 1856 in New Haven, Connecticut; † 3. Februar 1933 ebenda) war ein US-amerikanischer Maler des 19. Jahrhunderts, der sich vor allem auf Trompe-l’œils spezialisiert hatte.

## Leben
Haberles Eltern waren aus der Schweiz in die Vereinigten Staaten eingewandert. Mit 14 Jahren gab er die Schule auf, um den Beruf des Graveurs zu erlernen. In seinem Brotberuf war er ein langjähriger Mitarbeiter des Paläontologen Othniel Charles Marsh. Ein Jahr war er 1884 als Student an der National Academy of Design eingeschrieben. Als Künstler bekannt wurde Haberle für seine Darstellungen von Papiergeld. Obwohl er vom Secret Service, dem Geheimdienst der USA, deswegen verwarnt worden war, malte er weiterhin täuschend echte Geldscheine auf seinen Bildern.

## Werk
Der Stil Haberles ist bekannt dafür, dass er weder so präzise strukturiert hat wie William Michael Harnett noch so farbenfroh arbeitete wie John Frederick Peto, die neben ihm als Hauptvertreter dieser Stilrichtung im ausgehenden 19. Jahrhundert gelten. Haberle ist wegen seiner technisch sehr gut umgesetzten Zusammenstellungen sowie für die humoresken Elemente in seinen Bildern bekannt. Weniger als 40 Arbeiten sind heute von ihm erhalten. 1949 wurde das Werk des lange vergessenen Malers neu entdeckt.

## Literatur

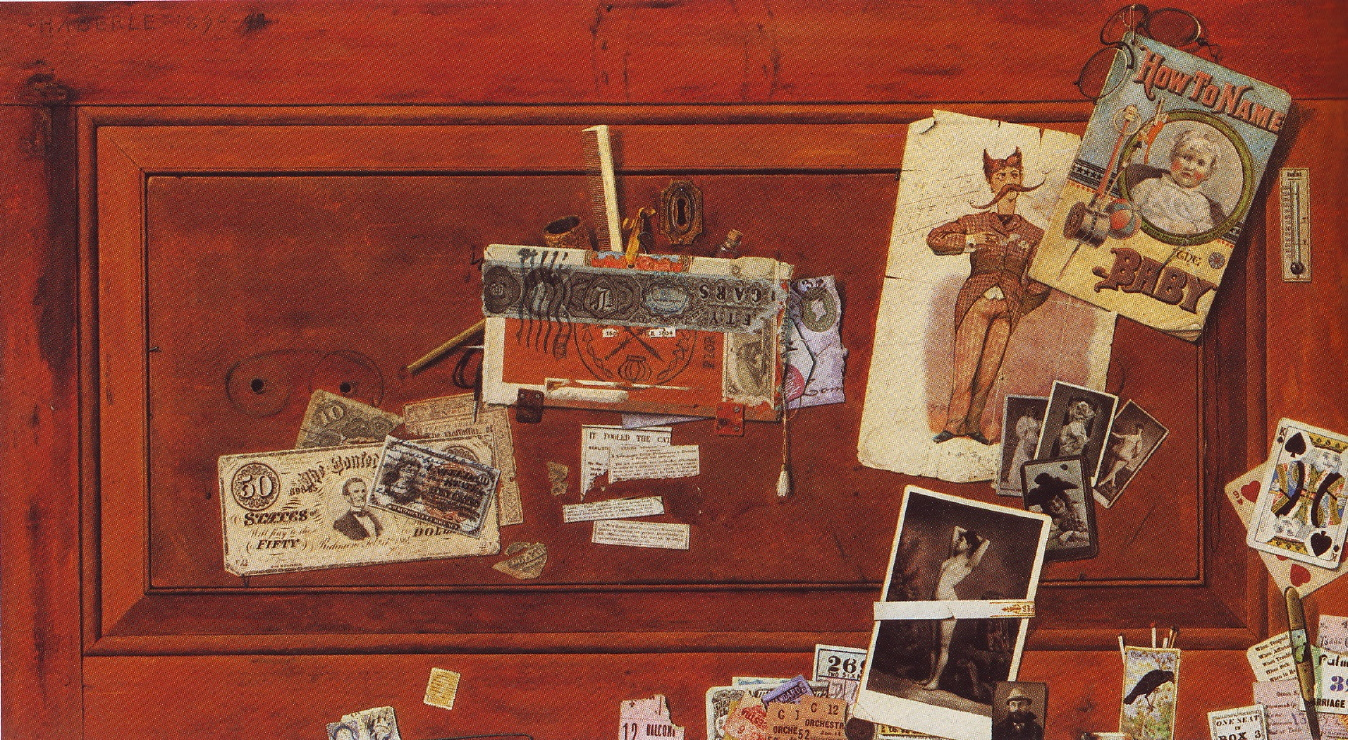
Die Schublade des Junggesellen, 1890–94

## Bildauswahl

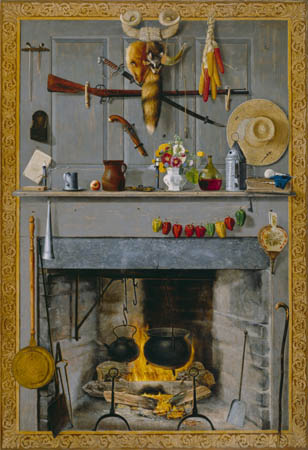
Grandmas Hearthstone
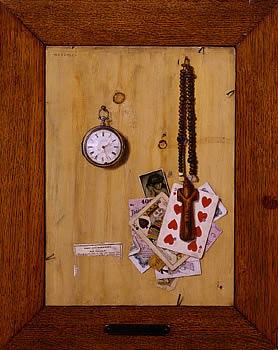
Time and Eternity
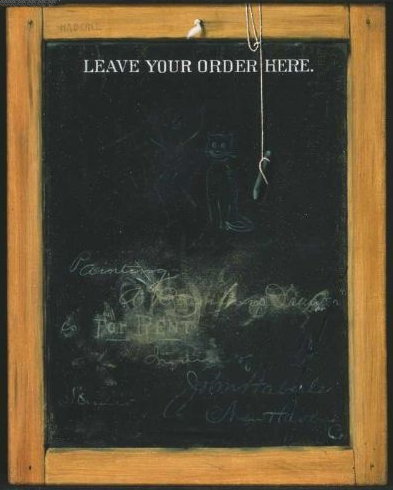
The Slate "Leave your order here"
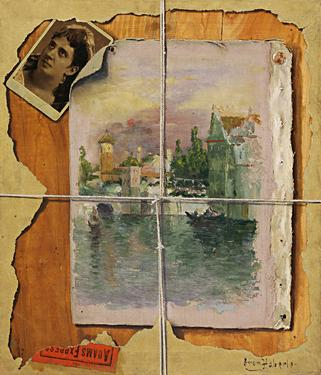
Torn in Transit